# Rahay
Rahay és un municipi francès situat al departament del Sarthe i a la regió de País del Loira. L'any 2007 tenia 198 habitants.

## Demografia

### Població
El 2007 la població de fet de Rahay era de 198 persones. Hi havia 84 famílies de les quals 20 eren unipersonals (12 homes vivint sols i 8 dones vivint soles), 36 parelles sense fills i 28 parelles amb fills.
La població ha evolucionat segons el següent gràfic:
Habitants censats

### Habitatges
El 2007 hi havia 111 habitatges, 84 eren l'habitatge principal de la família, 24 eren segones residències i 3 estaven desocupats. Tots els 110 habitatges eren cases. Dels 84 habitatges principals, 41 estaven ocupats pels seus propietaris, 41 estaven llogats i ocupats pels llogaters i 2 estaven cedits a títol gratuït; 7 tenien dues cambres, 14 en tenien tres, 22 en tenien quatre i 41 en tenien cinc o més. 63 habitatges disposaven pel capbaix d'una plaça de pàrquing. A 25 habitatges hi havia un automòbil i a 53 n'hi havia dos o més.

### Piràmide de població
La piràmide de població per edats i sexe el 2009 era:
| Homes | Edats   | Dones |
| ----- | ------- | ----- |
| 0     | 95 o +  | 0     |
| 0     | 90 a 94 | 0     |
| 4     | 85 a 89 | 8     |
| 0     | 80 a 84 | 0     |
| 0     | 75 a 79 | 0     |
| 4     | 70 a 74 | 0     |
| 8     | 65 a 69 | 8     |
| 4     | 60 a 64 | 8     |
| 0     | 55 a 59 | 4     |
| 4     | 50 a 54 | 4     |
| 8     | 45 a 49 | 4     |
| 16    | 40 a 44 | 8     |
| 16    | 35 a 39 | 16    |
| 0     | 30 a 34 | 8     |
| 4     | 25 a 29 | 0     |
| 4     | 20 a 24 | 4     |
| 12    | 15 a 19 | 8     |
| 0     | 10 a 14 | 20    |
| 16    | 5 a 9   | 8     |
| 0     | 0 a 4   | 0     |

## Economia
El 2007 la població en edat de treballar era de 137 persones, 109 eren actives i 28 eren inactives. De les 109 persones actives 108 estaven ocupades (57 homes i 51 dones) i 1 aturada (1 dona i 1 dona). De les 28 persones inactives 7 estaven jubilades, 16 estaven estudiant i 5 estaven classificades com a «altres inactius».

### Ingressos
El 2009 a Rahay hi havia 85 unitats fiscals que integraven 202 persones, la mediana anual d'ingressos fiscals per persona era de 16.707 €.

### Activitats econòmiques
Dels 5 establiments que hi havia el 2007, 2 eren d'empreses immobiliàries, 2 d'entitats de l'administració pública i 1 d'una empresa classificada com a «altres activitats de serveis».
L'any 2000 a Rahay hi havia 20 explotacions agrícoles que ocupaven un total de 1.395 hectàrees.

## Poblacions properes
El següent diagrama mostra les poblacions més properes.